# Tishomingo (Oklahoma)
Tishomingo település az Amerikai Egyesült Államok Oklahoma államában, Johnston megyében, melynek megyeszékhelye is. Lakosainak száma 3101 fő (2020. április 1.).

## Népesség
A település népességének változása:

| 2010 | 3 034 |
| 2020 | 3 101 |